# 三野博
三野 博（みの ひろし、1921年11月21日 - 1994年4月8日 ）は、日本の銀行家。百十四銀行頭取を務めた。

## 来歴・人物
香川県出身。1944年に京都帝国大学経済学部を卒業し、1946年に百十四銀行に入行した。1966年に取締役に就任し、1969年11月に常務、1975年12月に専務を経て、1979年12月には頭取に就任。1989年6月には会長に就任。
1987年11月に藍綬褒章を受章。
1994年4月8日、腹部大動脈瘤破裂のために死去。72歳没。